# Городищенська сільська рада (Менський район)
Городи́щенська сільська́ ра́да — колишня адміністративно-територіальна одиниця та орган місцевого самоврядування в Менському районі Чернігівської області. Адміністративний центр — село Городище.

## Загальні відомості
Городищенська сільська рада утворена у 1917 році.
- Територія ради: 50,9 км²
- Населення ради: 970 осіб (станом на 2001 рік)

## Населені пункти
Сільській раді було підпорядковане село Городище

## Склад ради
Рада складалася з 14 депутатів та голови.
- Голова ради: Краєвенко Сергій Володимирович
- Секретар ради: Міщенко Тетяна Віталіївна

### Керівний склад попередніх скликань
| Прізвище, ім'я, по батькові    | Основні відомості                                                 | Дата обрання | Дата звільнення |
| ------------------------------ | ----------------------------------------------------------------- | ------------ | --------------- |
| Краєвенко Сергій Володимирович | Сільський голова, 1958 року народження, освіта вища, безпартійний | 26.03.2006   | 31.10.2010      |
| Краєвенко Сергій Володимирович | Сільський голова, 1958 року народження, освіта вища, безпартійний | 31.10.2010   |                 |

Примітка: таблиця складена за даними сайту Верховної Ради України

### Депутати
За результатами місцевих виборів 2010 року депутатами ради стали:

#### За суб'єктами висування
| Суб'єкт висування                 | Кількість обраних депутатів | %    |
| --------------------------------- | --------------------------- | ---- |
| Самовисування                     | 10                          | 71,4 |
| Політична партія «Сильна Україна» | 2                           | 14,3 |
| Партія регіонів                   | 1                           | 7,1  |
| Соціалістична партія України      | 1                           | 7,1  |

#### За округами
| № округу                          | Прізвище, ім'я, по батькові      | Дата визнання обраним | Освіта  | Партійна приналежність                        | Відомості про обраного депутата                                                    |
| --------------------------------- | -------------------------------- | --------------------- | ------- | --------------------------------------------- | ---------------------------------------------------------------------------------- |
| Партія регіонів                   |                                  |                       |         |                                               |                                                                                    |
| 2                                 | Шабел Наталія Андріївна          | 03.11.2010            | вища    | позапартійна                                  | Городищенська загальноосвітня школа І-ІІ ст., вчитель                              |
| Політична партія «Сильна Україна» |                                  |                       |         |                                               |                                                                                    |
| 3                                 | Перепечко Світлана Вікторівна    | 03.11.2010            | середня | позапартійна                                  | тимчасово не працює                                                                |
| 9                                 | Міщенко Тетяна Віталіївна        | 03.11.2010            | середня | член Політичної партії «Сильна Україна»       | Городищенська сільська рада, касир                                                 |
| Соціалістична партія України      |                                  |                       |         |                                               |                                                                                    |
| 7                                 | Ковбаса Раїса Михайлівна         | 03.11.2010            | вища    | член Соціалістичної партії України            | Городищенська загальноосвітня школа І-ІІ ст., вчитель                              |
| Самовисування                     |                                  |                       |         |                                               |                                                                                    |
| 1                                 | Яцухно Михайло Михайлович        | 03.11.2010            | вища    | позапартійний                                 | тимчасово не працює                                                                |
| 4                                 | Лепявко Оксана Миколаївна        | 03.11.2010            | середня | позапартійна                                  | тимчасово не працює                                                                |
| 5                                 | Шабел Олег Станіславович         | 03.11.2010            | середня | член Всеукраїнського об'єднання «Батьківщина» | Городищенська загальноосвітня школа І-ІІ ст., робітник по обслуговуванню приміщень |
| 6                                 | Ковбаса Тетяна Феодосіївна       | 03.11.2010            | середня | позапартійна                                  | дитячий садок"Берізка", помічниквихователя                                         |
| 8                                 | Феньок Варвара Віталіївна        | 03.11.2010            | середня | позапартійна                                  | пенсіонер                                                                          |
| 10                                | Ільяшенко Світлана Володимирівна | 03.11.2010            | середня | позапартійна                                  | дитячий садок"Берізка", кухар                                                      |
| 11                                | Шабел Ігор Станіславович         | 03.11.2010            | вища    | позапартійний                                 | Городищенська загальноосвітня школа І-ІІ ст., вчитель                              |
| 12                                | Руденко Ірина Леонідівна         | 03.11.2010            | вища    | член Всеукраїнського об'єднання «Батьківщина» | Городищенська загальноосвітня школа І-ІІ ст., вчитель                              |
| 13                                | Леп'явко Наталія Михайлівна      | 03.11.2010            | вища    | позапартійна                                  | Городищенська загальноосвітня школа І-ІІ ст., вчитель                              |
| 14                                | Сушко Надія Василівна            | 03.11.2010            | вища    | позапартійна                                  | Городищенська загальноосвітня школа І-ІІ ст., вчитель                              |